# Sophie van Baden

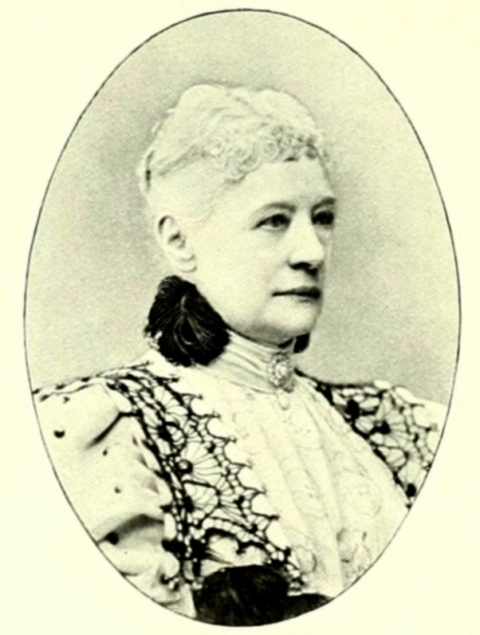
Sophie van Baden

Sophie Pauline Henriëtte Amalie Louise van Baden (Karlsruhe, 7 augustus 1834 - Detmold, 6 april 1904) was een prinses uit het huis Zähringen.
Zij was de tweede van de uit vier dochters bestaande kinderschaar van Willem Lodewijk Augustus van Baden en prinses Elisabeth Alexandrine van Württemberg. Op 9 november 1859 trad zij in het huwelijk met prins Woldemar van Lippe, die later vorst van Lippe-Detmold zou worden. Het huwelijk tussen hen beiden bleef kinderloos, waarna het vorstendom in eerste instantie toeviel aan Waldermar's verwant Adolf van Schaumburg-Lippe. Diens aanspraken op het vorstendom werden evenwel met succes aangevochten door de tak van de familie Lippe-Biesterfeld. Uiteindelijk zou Ernst van Lippe-Biesterfeld, de grootvader van de Nederlandse prins-gemaal Bernhard van Lippe-Biesterfeld met succes de rechten op de Lippische troon opeisen.